# Live! (2007)
Live!  é um filme de suspense e drama de 2007 dirigido por Bill Guttentag.

## Sinopse
Katy (Eva Mendes) é uma executiva de TV inconformada com a baixa audiência da emissora em qual trabalha. Para reverter a situação, ela pensa em criar um novo programa de "Reality Show" baseado no perigoso jogo da "Roleta Russa".

## Elenco principal
- Eva Mendes como Katy Courbet;
- Jay Hernandez como Pablo;
- Katie Cassidy como Jewel Jensen;
- Jeffrey Dean Morgan como Rick;
- Rob Brown como Byron;
- Eric Lively como Brad;
- Monet Mazur como Abalone;
- David Krumholtz como Rex;
- Andre Braugher como Don.

## Recepção
No consenso do agregador de críticas Rotten Tomatoes diz que o filme é uma "sátira desigual da mídia sobre até onde a TV irá para garantir audiência. Infelizmente, não é tão engraçado ou tão afiado quanto espera ser." Na pontuação onde a equipe do site categoriza as opiniões da grande mídia e da mídia independente apenas como positivas ou negativas, o filme tem um índice de aprovação de 47% calculado com base em 15 comentários dos críticos. Por comparação, com as mesmas opiniões sendo calculadas usando uma média aritmética ponderada, a nota alcançada é 4,8/10.